# 마트레야 페더
머트레이아 페도어(영어: Matreya Fedor, 1997년 3월 11일 ~ )는 캐나다의 배우이다.
밴쿠버에서 태어났다.

## 출연 작품

### 영화
- 가장 무서운 이야기 (2006)
- 슬리더 (2006)
- 카오스 이론 (2008)
- The Break-Up Artist (2009)
- The Birdwatcher (2015)
- Perfect High (2015)

### 텔레비전
- 수퍼내추럴 (2007)
- 유레카 (2007)
- 트룹 (2009-10)
- 미스터 영 (2011-13)
- Electra Woman and Dyna Girl (2016) - 버니스 역